# Florus
Florus war ein römischer Geschichtsschreiber in der Zeit der Kaiser Trajan (98–117) und Hadrian (117–138). Er wird von manchen Altertumswissenschaftlern mit dem Dichter Publius Annius Florus identifiziert.

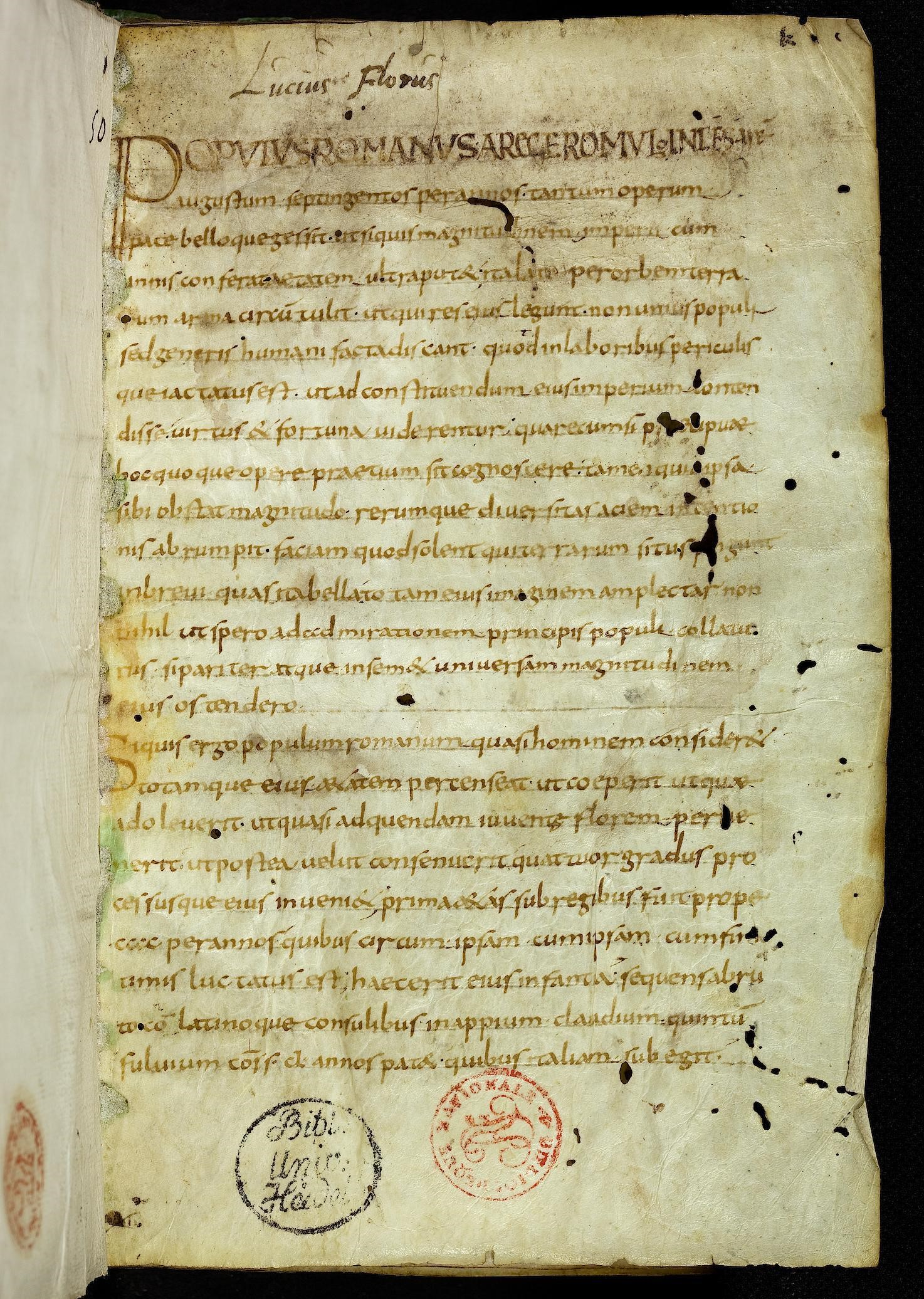
Incipit der Epitoma de Tito Livio (Universitätsbibliothek Heidelberg, Cod. Pal. lat. 894, Fol. 1^{r})

Florus stellte um 120 eine kurze Skizze der Geschichte Roms in zwei Bänden (in anderer Zählung vier Bücher) von der Gründung der Stadt bis zur Varusschlacht im Jahr 9 n. Chr. zusammen, wobei er sich vor allem auf Titus Livius, Sallust, Lucan, Seneca den Älteren und Tacitus stützt. Das Werk ist in einem bombastischen und rhetorischen Stil geschrieben und mehr eine Lobschrift auf die Größe Roms, dessen Leben in die vier Abschnitte Kindheit, Jugend, Erwachsenen- und Greisenalter aufgeteilt ist. Es weist häufig geographische und chronologische Fehler auf, wurde aber dennoch im Mittelalter viel benutzt. Als Titel in den heute erhaltenen mittelalterlichen Handschriften erscheint Epitoma de Tito Livio („Epitome aus Titus Livius“), was die starke Abhängigkeit der Informationen von diesem Autor betont; der ursprüngliche Titel dürfte jedoch „Bellorum Romanorum libri duo“ („Zwei Bücher über die Kriege der Römer“) gelautet haben. Eine der ältesten erhaltenen Textzeugen datiert auf das 2. Drittel des 9. Jahrhunderts und entstand vermutlich im Skriptorium des Klosters Lorsch. Der Frühhumanist Matthias von Kemnat fügte die Handschrift der Bibliotheca Palatina hinzu, von wo sie infolge der Eroberung Heidelbergs im Dreißigjährigen Krieg in den Vatikan gelangte.
In der handschriftlichen Überlieferung wird der Autor mit verschiedenen Namen angegeben: Iulius Florus, Lucius Annaeus Florus oder einfach Annaeus Florus. Aufgrund von Stilvergleichen wurde er mit Publius Annius Florus gleichgesetzt, einem Dichter, Rhetoriker und Freund Hadrians, Autor eines Dialogs über die Frage, ob Vergil Redner oder Dichter gewesen sei, von dem die Einleitung erhalten geblieben ist.

## Ausgaben und Übersetzungen
- Römische Geschichte. Eingeleitet, übersetzt und kommentiert von Günter Laser. Wissenschaftliche Buchgesellschaft, Darmstadt 2005, ISBN 3-534-18122-0.
- P. Annii Flori opera quae exstant omnia. Herausgegeben von László Havas. Universitas Scientiarum Debreceniensis, Debrecen 1997, ISBN 963-472-188-5.
- L. Annaei Flori quae exstant. Herausgegeben von Enrica Malcovati. Regia Officina Polygraphica, Rom 1938.
- Florus: Epitome of Roman History. Übersetzt von E. S. Forster (= Loeb Classical Library. Band 231). W. Heinemann, London 1929 (verschiedene Nachdrucke).